# Проломник северный
Проломник северный (лат. Androsace septentrionalis) — вид травянистых растений рода Проломник (Androsace) семейства Первоцветные (Primulaceae), широко распространённый в северных и умеренных областях Евразии и Северной Америки.

## Ботаническое описание

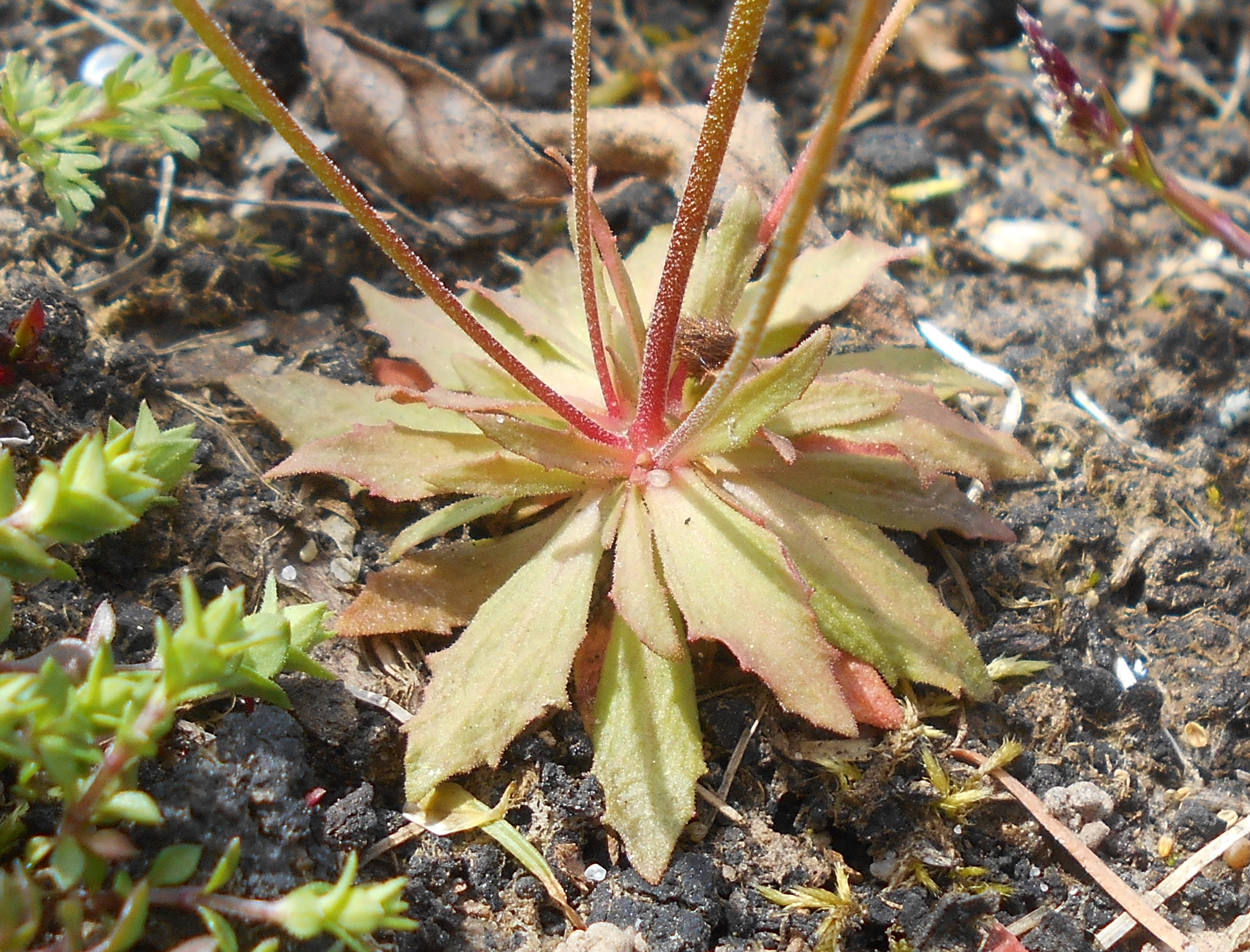
Прикорневая розетка

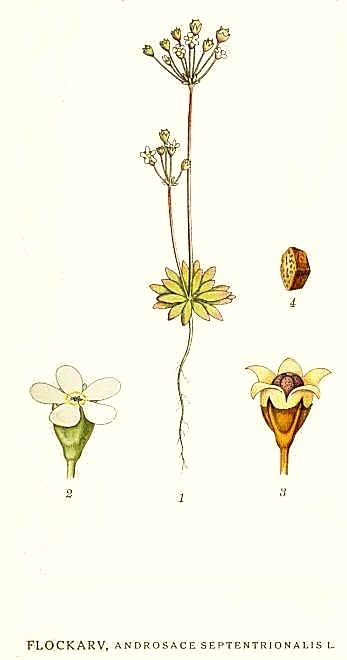

Однолетнее (озимое) или двулетнее травянистое растение-эфемер, (6) 10—20 (35) см высотой. Произрастает чаще группами, часто образуя рыхлые подушки. Корень тонкий, внизу слабо разветвлённый. Листья сидячие, линейно-ланцетные, продолговато-ланцетные или лопатчатые, кверху расширенные, островатые, по краю редкозубчатые, (10) 20—25 (30) мм длиной, (1,5) 2,5—6 (8) мм шириной, голые или сверху опушённые ветвистыми волосками, снизу голые, собраны в густую прикорневую розетку.
Цветки пятимерные, мелкие — диаметром 3—5 см, собраны по (5) 12—25 (30) в зонтиковидные соцветия. Цветоносные стрелки сверху опушены ветвистыми волосками, при плодах 3—25 (35) см высотой. Прицветники собраны в виде обвёртки у основания соцветия, многочисленные, линейно-ланцетные, острые, 1,5—3 мм длиной. Цветоножки прямые, расставленные, 1—3 см длиной. Чашечка колокольчатая, угловато ребристая. Лепестки белые, в зеве желтоватые. Плод — шаровидная или шаровидно-яйцевидная коробочка. Семена угловато-конусовидные, тёмно-коричневые, с 5 неявными гранями, поверхность мелкоямчатая.
Цветение в апреле—июле. Хромосомное число 2n = 20.

## Охранный статус
Внесён в Красные книги Норвегии, Финляндии и некоторых субъектов России: Республика Карелия (охраняется в национальном парке Паанаярви), Вологодская и Мурманская области (охраняется в Кандалакшском заповеднике).

## Классификация

### Таксономия
Androsace septentrionalis L., 1753, Sp. Pl. : 142
Вид Проломник северный относится к роду Проломник (Androsace) семейства Первоцветные (Primulaceae) включается в порядок Верескоцветные (Ericales) последовательно входящий в клады Астериды → Суперастериды → Эвдикоты → Цветковые растения. Таксономическая схема в соответствии с Системой APG IV по состоянию на декабрь 2023 года:
|  |                          |  |                                   |                                   |                        |  | еще 21 семейство | еще 21 семейство |                        |  |                        |  | еще 178 подтвержденных видов и 29 видов в статусе "неподтвержденных" | еще 178 подтвержденных видов и 29 видов в статусе "неподтвержденных" |  |
|  |                          |  |                                   |                                   |                        |  | еще 21 семейство | еще 21 семейство |                        |  |                        |  | еще 178 подтвержденных видов и 29 видов в статусе "неподтвержденных" | еще 178 подтвержденных видов и 29 видов в статусе "неподтвержденных" |  |
|  |                          |  |                                   | порядок Верескоцветные            |                        |  |                  |                  | род Проломник          |  |                        |  |                                                                      |                                                                      |  |
|  |                          |  |                                   | порядок Верескоцветные            |                        |  |                  |                  | род Проломник          |  | 1 внутривидовой таксон |  |                                                                      |                                                                      |  |
|  | клада Цветковые растения |  |                                   |                                   | семейство Первоцветные |  |                  |                  | вид Проломник северный |  |                        |  |                                                                      |                                                                      |  |
|  | клада Цветковые растения |  |                                   |                                   |                        |  |                  |                  |                        |  |                        |  |                                                                      |                                                                      |  |
|  |                          |  | ещё 63 порядка цветковых растений | ещё 63 порядка цветковых растений |                        |  |                  | еще 57 родов     | еще 57 родов           |  |                        |  |                                                                      |                                                                      |  |
|  |                          |  |                                   | ещё 63 порядка цветковых растений |                        |  |                  |                  | еще 57 родов           |  |                        |  |                                                                      |                                                                      |  |

### Синонимы
- Amadea diffusa Lunell
- Amadea puberulenta Lunell
- Androsace acaulis hort. ex Duby
- Androsace arguta Greene
- Androsace diffusa Small
- Androsace elongata Richardson
- Androsace glandulosa Wooton & Standl.
- Androsace gormanii Greene
- Androsace lactea Pall.
- Androsace lactiflora Kar. & Kir.
- Androsace linearis Graham
- Androsace multiflora Lam.
- Androsace pinetorum Greene
- Androsace puberulenta Rydb.
- Androsace septentrionalis f. latifolia Y.H.Huang
- Androsace septentrionalis subsp. puberulenta (Rydb.) G.T.Robbins
- Androsace septentrionalis subsp. robusta (H.St.John) G.T.Robbins
- Androsace septentrionalis subsp. subulifera (A.Gray) G.T.Robbins
- Androsace septentrionalis subsp. subumbellata (A.Nelson) G.T.Robbins
- Androsace septentrionalis var. breviscapa Krylov
- Androsace septentrionalis var. diffusa (Small) R.Knuth
- Androsace septentrionalis var. glandulosa (Wooton & Standl.) H.St.John
- Androsace septentrionalis var. gormannii Ostenf.
- Androsace septentrionalis var. pinetorum R.Knuth
- Androsace septentrionalis var. puberulenta (Rydb.) R.Knuth
- Androsace septentrionalis var. robusta H.St.John
- Androsace septentrionalis var. septentrionalis
- Androsace septentrionalis var. subintegra A.Nelson ex R.Knuth
- Androsace septentrionalis var. subulifera A.Gray
- Androsace septentrionalis var. subumbellata A.Nelson
- Androsace subulifera Rydb.
- Androsace subumbellata Small
- Douglasia ochotensis subsp. gormanii (Greene) Á.Löve & D.Löve
- Primula pinetorum Derganc
- Primula septentrionalis Kuntze
- Primula septentrionalis var. subulifera Derganc